# Макфаттер, Клайд
Клайд Макфа́ттер (англ. Clyde McPhatter, 15 ноября 1932 — 13 июня 1972) — американский певец, один из самых известных и авторитетных ритм-н-блюзовых певцов 1950-х — начала 1960-х годов.
Обладал уникальным энергичным, искрящимся высоким тенором, в котором, по словам Зала славы рок-н-ролла, отразились «надежды и пыл подростковых 1950-х годов».
В молодые годы пел в церкви, но в 18 лет Билли Уорд пригласил его в свою группы Billy Ward and His Dominoes. Так он стал одним из первых пришедших в светскую музыку из госпела певцов в поп- и ритм-н-блюзовых чартах «Билборда».
Потом основал свою собственную вокальную группу — The Drifters. При этом его собственное имя было более громким, чем всего коллектива. Когда он ушёл оттуда, чтобы начать сольную карьеру, группа продолжила без него с другими лид-вокалистами, но ей потребовалось пять лет, чтобы оправиться и вернуть популярность.
Был принят в Зал славы рок-н-ролла в 1987 году.

## Дискография
- См. «Clyde McPhatter § Singles» в англ. разделе.